# Ернест Петерлін
Ернест Петерлін (словен. Ernest Peterlin) (*11 січня 1903 — †20 березня 1946) — словенський військовий офіцер, до початку Другої світової війни — вищий офіцер Югославської королівської армії. Переконаний антикомуніст, під час Другої світової війни став одним з найвидатніших антипартизанських військових керівників та одним з головних представників прозахідного крила Словенського домобранства; протягом 1943—45 служив у Антикомуністичній добровольчій міліції. У 1945 був заарештований та засуджений комуністичною владою Югославії до смертної кари; у 1946 вирок було приведено в дію.

## Біографічні дані
Народився в Любляні. Був кадровим солдатом у Югославській королівській армії. До моменту вторгнення держав Осі на територію Югославії у квітні 1941 був начальником штабу 15-ї піхотної дивізії, підпорядкованої 3-й групі армій Югославії під головуванням бригадного генерала Міленко Вар'ячича. Після швидкої перемоги держав Осі та окупації Югославії Петерлін брав участь у діяльності прокоролівськи налаштованих загонів міліції. У березні 1942 більшість офіцерів королівської армії, що перебували на анексованій Італією частині Словенії, у тому числі й Петерліна, заарештували та відправили до італійського табору для військовополонених як превентивну міру.:223

## Друга світова війна
Найбільшою силою супротиву окупації Югославії був партизанський рух, очолюваний Йосипом Броз Тіто. На території Словенії супротив окупації чинив Визвольний фронт словенського народу, який скоро набув комуністичного забарвлення. Прокоролівська міліція зайняла відверто антикомуністичні позиції. Італійські окупаційні сили під головуванням генерала Маріо Роатти «бажали використати антикомуністичні сили як допоміжні загони»:223 проти партизан. Це збігалося з прагненнями антикомуністичних сил, «які укріплювали свої армійські групи та отримали визнання й підтримку італійців, щоби продовжувати боротьбу проти партизан — які для них, як і для четників, були небезпечнішими ворогами, ніж окупаційні сили».:223 У серпні 1942 Роатта відвідав єпископа Грегорія Рожмана «та переконував словенські католицькі сили активно долучитися до боротьби проти комуністів».:107 Рожман підтримав ідею, відправивши Роатті меморандум у вересні 1942, де містилися детальні поради щодо боротьби з партизанами, а також пропозиція створити з інтернованих антикомуністів добровольчу міліцію.:107 Серед цих інтернованих опинився й Петерлін; після звільнення він «очолив підконтрольні італійцям словенські бойові одиниці».:224
Навесні 1943 Петерлін був назначений таємним командувачем Словенського легіону в Провінції Любляна.:108 Після капітуляції Італії Провінція Любляна була окупована німецькими військами. Генерал СС Ервін Резенер, який командував німецькими військами в цьому регіоні, шукав способи продовжити використовувати антикомуністичні сили та врешті-решт сформував Словенське домобранство 24 вересня 1943.:124 Хоч «домобранці» були «повністю озброєні, оснащені та підпорядковувалися німецьким окупаційним властям»,:124 вони не були єдиними у своїх цілях. Фракція, згуртована довкола генерала Рупника, була щиро віддана німцям, тоді як інша, сформована довкола підполковника Ернеста Петерліна, бажала долучитися до західних держав.:36
До кінця 1944 Петерлін був начальником організаційного штабу Словенського домобранства, а з лютого 1944 — також командиром його тренувальної групи. Між тим група офіцерів, сконцентрованих довкола Петерліна, «розробляла таємний план на випадок вторгнення західних держав та контактувала з ними по радіозв'язку.:38 Німецькі командувачі знали про „західні“ настрої групи Петерліна:127 тож, занепокоєні тим, що в ході висадки союзників в Істрії ці офіцери можуть перейти на їхній бік, у грудні 1944 вони заарештували Петерліна та його однодумців і відправили до табору Дахау — можливо, це сталося після зради одного з них, який був агентом партизан».:39
До кінця війни Петерлін перебував у таборі Дахау, потім він був насильно репатрійований до Югославії, де як колаборант був засуджений трибуналом до смертної кари. 20 березня 1946 Ернеста Петерліна було страчено.